# Місце, де живуть духи (Цілком таємно)

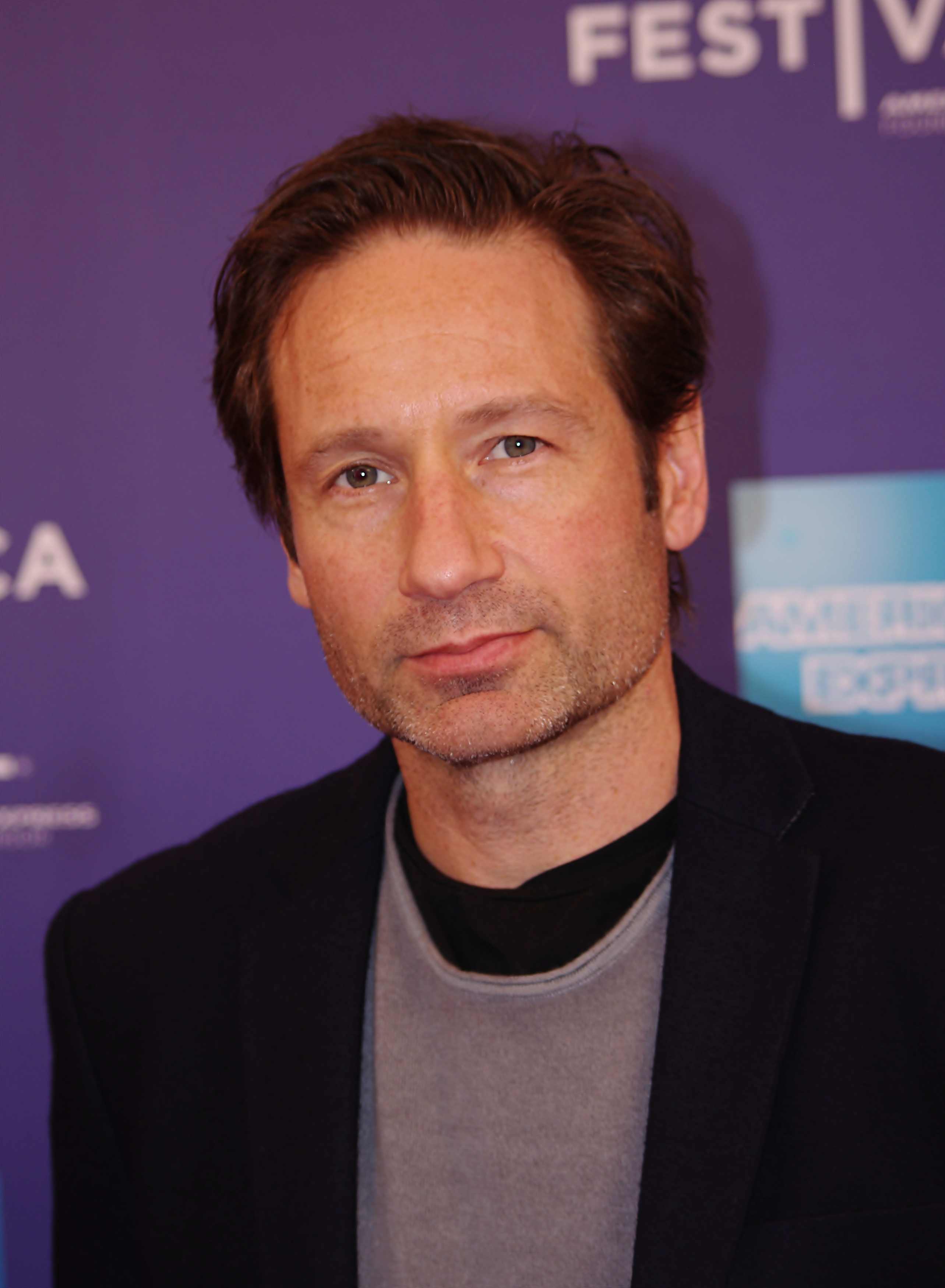

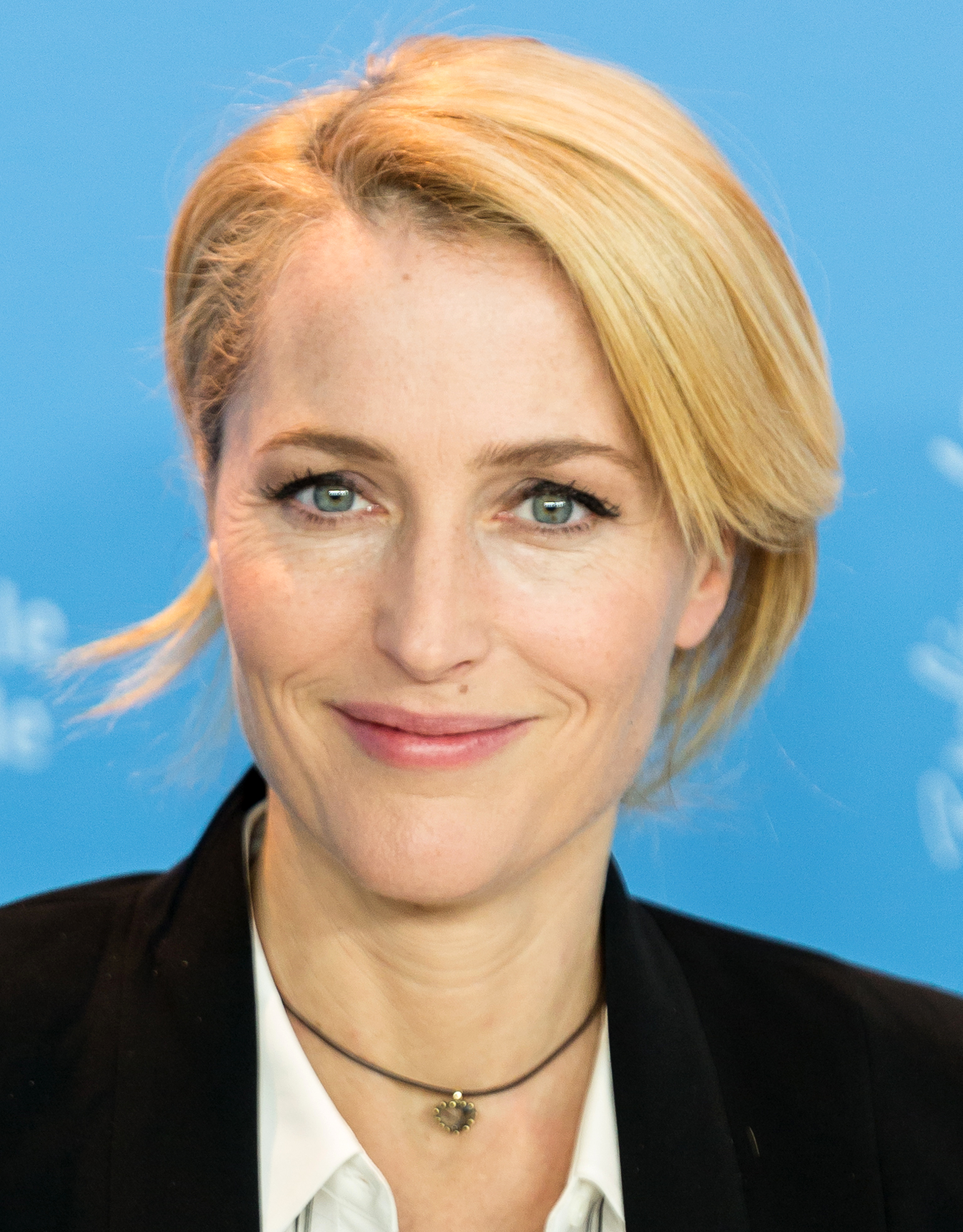

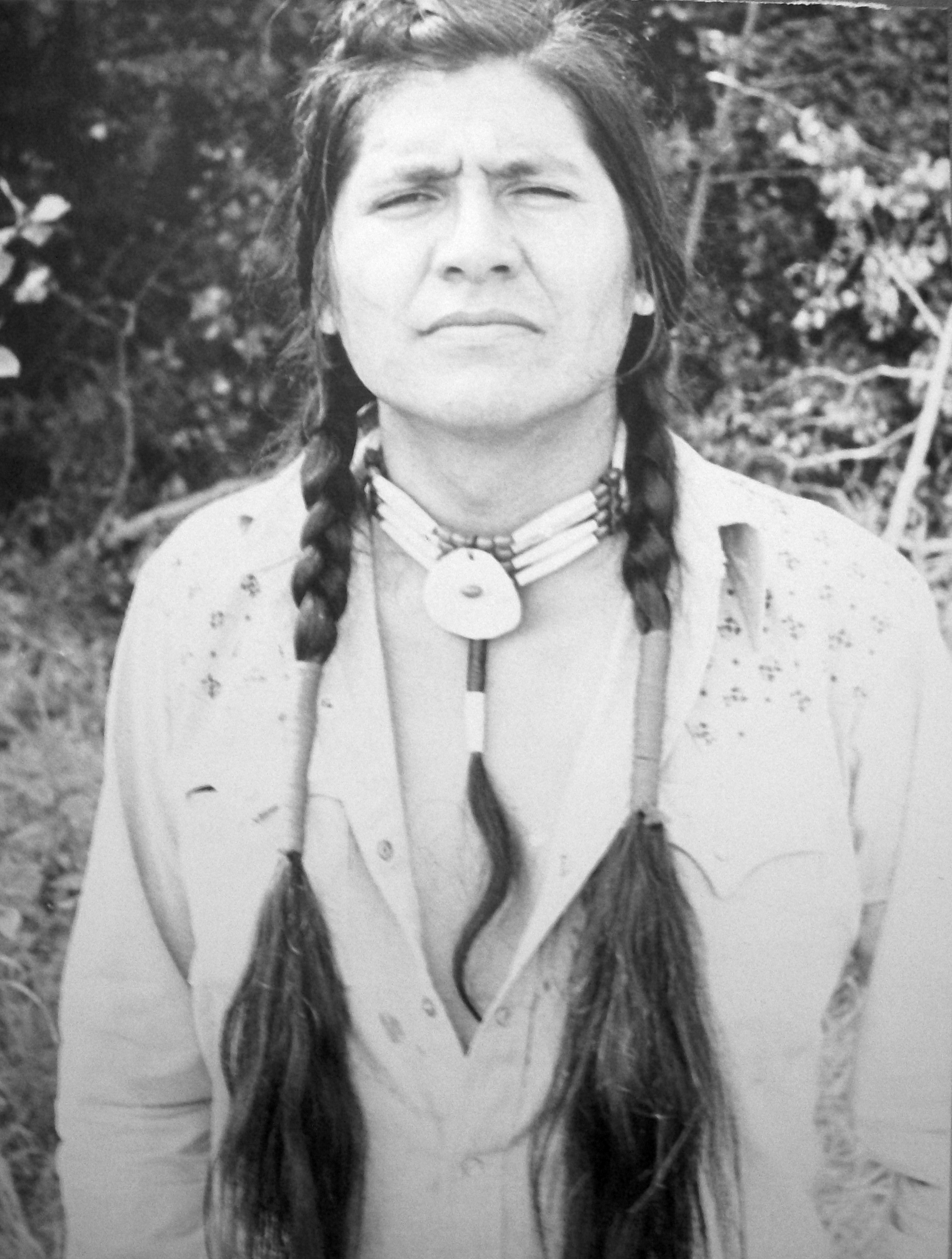

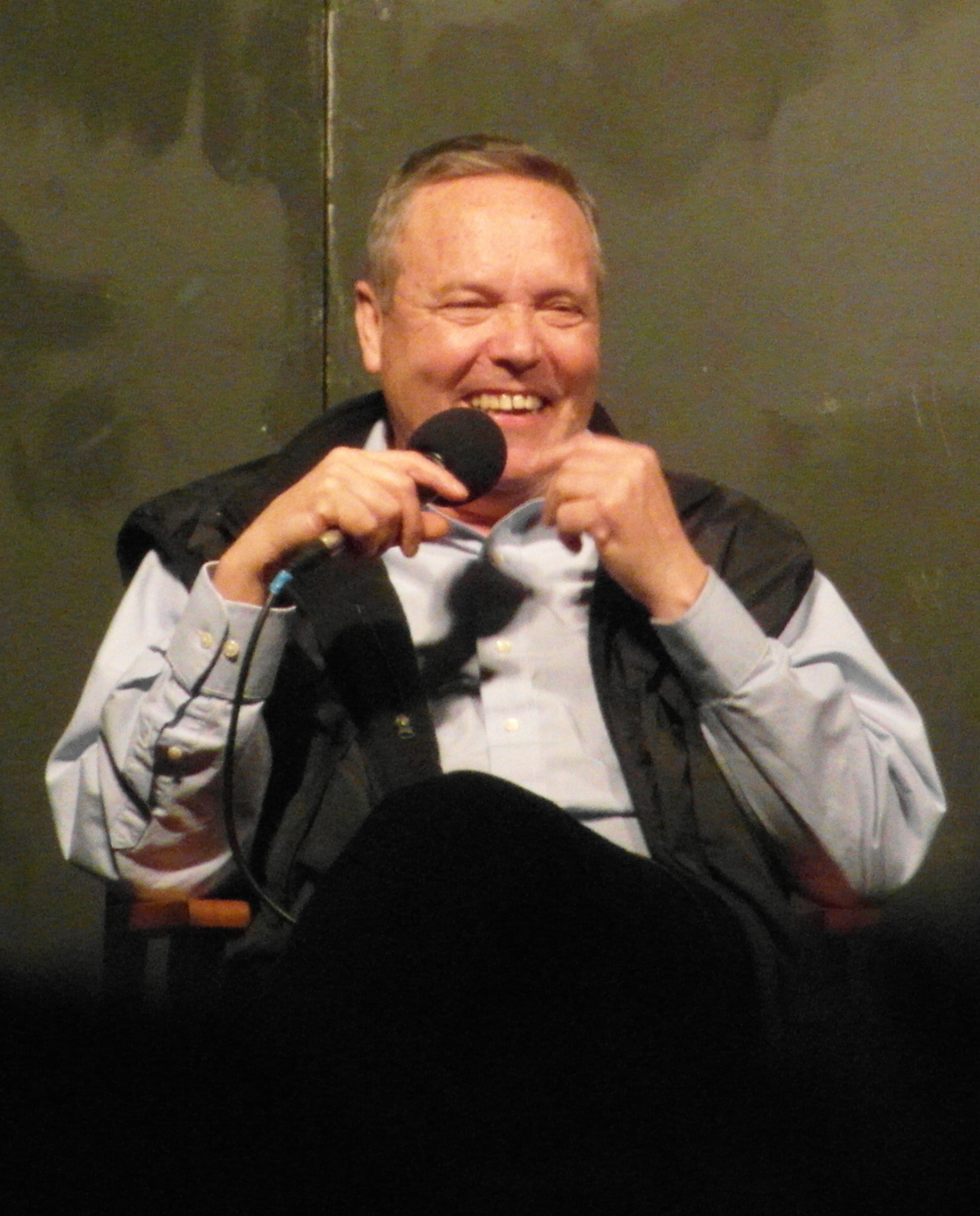

«Місце, де живуть духи» — вісімнадцята серія третього сезону американського науково-фантастичного серіалу «Цілком таємно». Вперше була показана на телеканалі Фокс 8 березня 1996 року. Сценарій до нього написав Джон Шібан, а режисером був Кім Меннерс. Ця серія отримала рейтинг Нільсена в 10.7 балів і її подивились 17.38 млн осіб. Серія отримала переважно негативні відгуки від критиків.
Серіал розповідає про двох агентів ФБР Фокса Малдера (роль виконав Девід Духовни) та Дейну Скаллі (роль виконала Джилліан Андерсон), які розслідують паранормальні випадки, що називають «файли X». В цій серії агенти Малдер та Скаллі розслідують серію смертей в Бостоні, які відбуваються одразу після перевезення до місцевого музею артефакту з Південної Америки. Скаллі спочатку думає, що ці смерті є наслідком політичного тероризму, але Малдер вважає, що в цьому винне прокляття.
Зйомки серії «Місце, де живуть духи» дуже не подобались знімальній команді, що було спричинене декількома причинами. Режисер Кім Меннерс, якому більш за всіх не подобались зйомки, згодом зробив та роздав знімальній команді футболки з написом «Я пережив „Місце, де живуть духи“».

## Сюжет
Археологи проводять розкопки в Еквадорських горах та знаходять поховальну урну з кістками. Археолог доктор Рузвельт хоче дістати цю урну та перевезти в США, хоча доктор Білак намагається відмовити його від цього, кажучи, що, якщо вони це зроблять, на них впаде прокляття. Згодом у наметі доктора Рузвельта на нього нападає ягуар та вбиває його.
Урну з кістками все ж таки доставили в музей в Бостоні (Массачусетс). Після цього охоронець в музеї під час нічного обходу помічає у кабінеті доктора Декера кров, а його самого ніде нема. Агенти Малдер та Скаллі починають розслідувати цю справу. Вони опитують куратора доктора Л'ютона, студентку Мону Вустнер та доктора Білака. Наприкінці робочого дня доктор Л'ютон, сідає в машину, і там на нього нападає та вбиває ягуар. Наступного ранку агенти прибувають на місце події, але самого науковця в машині нема. Вони знайшли мертвих пацюків під капотом машини. Вустнер заперечує, що в музеї відбувається щось дивне. Агенти разом з поліцейськими починають шукати тіло доктора Л'ютона, і коли Скаллі з Малдером заходять в ліс поруч із музеєм, на Малдера зверху капає кров. Вони зводять погляди та бачать, що на дереві висить частина кишки доктора Л'ютона. Скаллі починає досліджувати кишку, але її перериває дзвінок Мони Вустнер, яка каже, що доктор Білак поводиться дивно, і вона сама відчуває небезпеку. Малдер їде в музей до Вустнер, а Скаллі рушає до доктора Білака. У музеї Вустнер чує якийсь шум з туалету, заходить туди, і коли відкриває кришку, з унітазу вилазять сотні пацюків. Коли агенти прибувають, вони бачать доктора Білака, який сидить поруч з унітазом в шокованому стані, та каже, що Вустнер мертва.
Агенти затримують Білака та тимчасово поміщають його в одну з кімнат під охорону. Але через деякий час доктор Білак зникає, причому охоронець не бачив, щоб він виходив через єдині двері кімнати. Обшукуючи кімнату, Малдер помічає люк, який веде в старий вентиляційний тунель. Агенти залазять туди і знаходять тіла всіх жертв. Коли агенти досліджують тунель, на них нападає величезна зграя здичавілих котів, і вони ледь встигають втекти, вилізши назад в кімнату та зачинивши люк. Після цих всіх подій урну вирішують повернути на місце. Врешті урну закопують на її старому місці, а місцевий шаман з очима ягуара спостерігає за цим.

## Створення
Назва серії «Місце, де живуть духи» була взята сценаристом Джоном Шібаном з давнього заклинання. Назва дослівно перекладається з давньої португальської мови, як «курган дрібних тварин», хоча були запропоновані також і інші назви. В Колумбії та Венесуелі слово є евфемізмом слова «сім'яники», чого Шібан не знав. Згодом це стало об'єктом жартів в сторону Шібана.
Під час зйомок серії виникло багато проблем. В останню хвилину кінець серії довелось переписувати. Спочатку в сценарії на агентів нападали домашні коти, але тварини не захотіли цього робити, і взагалі, нічого не хотіли робити. Ще більше проблем додало те, що виявилось — у Джилліан Андерсон алергія на котів. Режисер Кім Меннерс назвав перші три акти «найкращими телевізійними актами, якими я коли-небудь керував», але четвертий назвав «повною катастрофою». Також Меннерс хотів в кінці зняти напад ягуара замість нападу котів, бо коти на його думку не виглядали страшними. Кріс Картер не погодився з цією ідеєю.
Ця серія дуже не подобалась знімальній команді, особливо Кіму Меннерсу та Девіду Духовни. Меннерсу не подобався сюжет, бо він не вважав котів страшними. Він згодом зробив та роздав знімальній команді футболки з написом «Я пережив „Місце, де живуть духи“». Кім Меннерс дав серії два прізвиська. Перше прізвисько це «Другий лосось», оскільки при кожному переписуванні сценарію, його колір міняється. Цю серію багато переписували, і в кінці у знімальної команди опинилося два сценарії лососевого кольору. Другим прізвиськом стало «Teso Dos Bitches».

## Знімались
| Актор             | Роль          |
| ----------------- | ------------- |
| Девід Духовни     | Фокс Малдер   |
| Джилліан Андерсон | Дейна Скаллі  |
| Джені Мортіл      | Мона Вустнер  |
| Ґордон Тоотосіс   | Шаман         |
| Том Макбіт        | доктор Л'ютон |